# Rūdolfs Blaumanis
Œuvres principales
Indrāni (1904)
Rūdolfs Blaumanis (né Rūdolfs Kārlis Leonīds Blaumanis le 1er janvier 1863 à Ērgļi, en Lettonie – mort le 4 septembre 1908 à Punkaharju, en Finlande) est un écrivain, dramaturge et journaliste letton. Il est principalement connu pour ses nouvelles : les Gelées printanières (Salna pavasarī, 1898), le Marécage (Purva bridējs, 1898), Andriksons (1899) et À l'Ombre de la mort (Nāves ēnā, 1899). Plusieurs de ses œuvres ont été sujets d'adaptation cinématographique. Au terme d'un sondage effectué par le quotidien Latvijas Avīze en 2004, il arrive en troisième position parmi les 100 personnalités lettones les plus importantes de tous les temps. Son œuvre a été traduite  dans de nombreuses langues  (anglais, russe, lituanien, ukrainien, hongrois, allemand). Une dizaine de ses nouvelles et sa pièce Indrāni (1904) font partie du Canon culturel letton. Étroitement associée à la principale fête traditionnelle du calendrier letton, la fête de la Saint-Jean, la pièce Skroderdienas Silmačos (La Journée du tailleur à Silmaci) est un phénomène socio-culturel sans équivalent en Lettonie, puisqu'elle donne lieu chaque année à de nombreuses réinterprétations  aux quatre coins du pays.

## Biographie
Blaumanis est né sur le domaine d'Ērgļi dans la région de Vidzeme en Lettonie. Son père Matīss était le cuisinier du domaine et sa mère Karlīne était femme de chambre. Ses parents tout comme ses amis et nombreuses connaissances, plus tard, lui servirent plus tard de prototypes pour ses pièces et nouvelles. Rūdolfs âgé de cinq ans, la famille déménage à la ferme de "Braki" dans le pagasts d'Ērgļi qui accueille aujourd'hui un musée consacré à l'écrivain. Il commence sa scolarité en 1872 à l'école privée Rubīnu Annas  du pagasts d'Ogre. De 1875 à 1881, il étudie à l'École de commerce à Riga. De cette époque date sa première nouvelle, Wiedergefunden, publiée dans le journal Zeitung für Stadt und Land. Blaumanis écrit d'abord en allemand. Après ses études il retourne à « Braki ». Il travaille comme secrétaire et étude l'agriculture auprès du gérant d'un domaine à Koknese. En 1988, il part vivre à Riga, où il collabore au journal Zeitung für Stadt und Land. En 1890, a lieu la représentation au théâtre de sa première pièce Le Voleur suivie par Le Mauvais Esprit et Le Fils perdu. En 1892, sort le recueil de Blaumanis en estonien Sous le toit de chaume (Ölest katuse all).
Après la mort de son père, de 1894 à 1898, l'écrivain vit et travaille à "Braki". Pendant une courte période il collabore à la revue Dienas Lapa, puis, il continue à Mājas Viesis où il côtoie également  Aspazija, Jānis Poruks, Augusts Deglavs. 1890 est l'année de parution de ses œuvres plus célèbres : Salna pavasarī, Purva bridējs, Dancis pa trim, Andriksons, Nāves ēnā. En 1900, avec Andrievs Niedra il publie le recueil de poèmes Au bord du chemin (Ceļa malā). À partir du 1901, Blaumanis dirige la rubrique satirique de la revue Pēterburgas Avīze, il y écrit sous les pseudonymes de Grāvracis et de Matīss Ķezbers. Il y contribue également à la rubrique littéraire. De 1904 à 1906, vivant à "Braki", il écrit les pièces No saldenās pudeles, Skroderdienas Silmačos, Indrāni et Ugunī.
Blaumanis ne participe pas directement à la Révolution russe de 1905, mais soutient les écrivains engagés. À partir de 1906, il tient la rubrique littéraire de la revue Latvija.
Durant l'été 1908, il contracte la tuberculose, mais il se soigne mal par manque de moyens. Ses amis écrivains collectent de l'argent afin de lui permettre de partir pour le sanatorium de Punkaharju en Finlande. C'est là qu'il meurt, le 4 septembre 1908. Peu avant de mourir Blaumanis achève sa dernière pièce, Le samedi soir (Sestdienas vakars). Sa dépouille est rapatriée en Lettonie. Il repose au cimetière Ērgļu kapi dans sa région natale où, en 1923, un monument en sa mémoire est érigé. Le 10 novembre 1929, un autre monument signé par Teodors Zaļkalns est inauguré à Riga. En 1959, la maison familiale des Blaumanis "Braki" est transformée en musée.

## Œuvres traduites en français
- Rūdolfs Blaumanis (trad. Guillot de Saix), « C'est demain dimanche, pièce populaire latvienne en 1 acte », La Revue mondiale,‎ 15 juillet 1926, p. 125-148.
- Rūdolfs Blaumanis (trad. du letton par Nicolas Auzanneau), À l'ombre de la mort [« Nāves ēnā »], Bordeaux, éditions Do, 2024, 72 p. (ISBN 979-10-95434-53-5).

## Adaptations au cinéma
- 1966 : Edgars et Kristine (Purva bridējs) de Leonīds Leimanis
- 1971 : À l'ombre de la mort (Nāves ēnā) de Gunārs Piesis